# شارلوتنبورج فلمسدورف

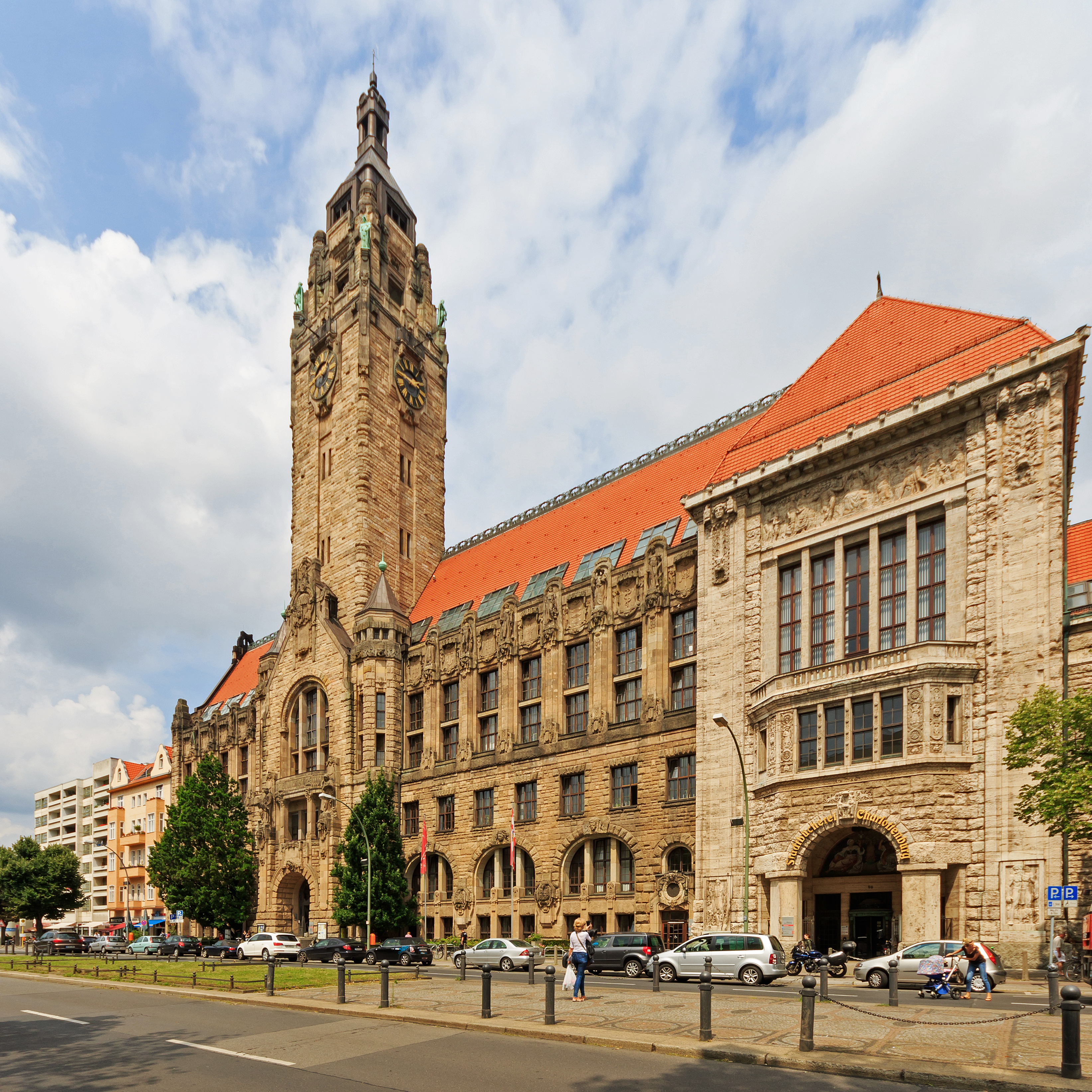

شارلوتنبورغ –فيلمسدورف هي المنطقة الرابعة ببرلين. ويوجد سبعة أحياء بالبلدة تشكلت نتيجة لاندماج المناطق القديمة شارلوتنبورغ وفيلمسدورف في 2001. لقد كانت شارلوتنبورغ –فيلمسدورف مركز برلين الغربية قبل تهدم جدار برلين ولهذا السبب سميت أيضا المدينة الغربية. يعد من أهم المعارض التي أقيمت في هذه البلدة (سنتروم المؤتمر الدولي في برلين) .وعلاوة علي ذلك يوجد أيضا مباني وأماكن مهمة مثل (حي كارفورشتيندام، كنيسة الملك ويليم التذكارية، وبرج الإذاعة في برلين وقصر شارلوتنبورغ). ونعرض أيضا إمكانات التسوق السهل في هذه المدينة.ولهذه الأسباب فان شارلوتنبورغ فيلمسدورف تعد واحده من أهم المراكز والمدن في برلين.

## التاريخ
تكونت شارلوتنبورغ –فيلمسدورف باندماج المناطق القديمة شارلوتنبورغ وفيلمسدورف وذلك نتيجة للإصلاحات الإدارية ببرلين عام 2001. ويقطن في هذه المنطقة وقت إتحادها 315000 نسمة. لقد كانت توجد علاقات علي مدار تاريخ منطقتي شارلوتنبورغ وفيلمسدورف.ولقد قام كهنة قرية فيلمسدورف المذكورة آنفا للمرة الأولي عام 1293 بتوفير سبل العيش أيضا لقرية لياتزو حتي عام 1708. وفي الوقت الحالي فقد أمضي شارع براندنبورغ ك priesterweg في الخرائط القديمة. وفي وقت ما كان شارع براندنبورغ طريق موحد لقريتين.وللمرة الأولي في عام 1239 فإن القرية المسماة ب لياتزو قد تجاوزت لوسين. ولقد اكتسبت المنطقة أهميتها مع إنشاء قصر لياتزنبورغ في عام 1695. أعطي ملك بروسيا فريدريش الأول قصر لياتزنبورغ هدية إلي زوجته صوفيا شارلوت من أجل إقامة الموظفين في شهور الصيف. وكانت أماكن إقامة العمال في القصر في الجانب الغربي منه. وبموت الملكة في عمر الزهور تم تغير اسم القصر والمنطقة عام 1705 إلي شارلوتنبورغ. وأعلن الملك في عام 1705 أن شارلوتنبورغ مدينة. وفي عام 1720 ضم أيضا قرية لياتزو إلي مدينة شارلوتنبورغ.
وقد اكتسبت المدينة مظهر جديد وعصري بتأسيس كارفور شتيندام في نهاية القرن التاسع عشر. وهكذا فإن شارلوتنبورغ –فيلمسدورف قد نافست شارع (فريدريش وأنتر دن ليندن) مركز المدينة الأكثر قدما وعراقة. ولقد أصبح الحي أيضا مع إمكانات الإسكان والمطاعم والتجارة والثقافة مركز جاذبية بعد فترة قصيرة. وفي عام 1912 تم افتتاح أول دار اوبرا ببرلين وبالمدينة. في عام 1920 وصلت برلين المدينة الغربية إلي أعلي مستوي من الشهرة. وقد جذبت السينمات والمسارح وساحات الكباريه ومقاهي ومحلات الرقص السياح وأهالي برلين الي المدينة الغربية
وفي وقت ما وعندما تماثلت برلين التاريخية مع إليكسندربلاتز فإن برلين العالمية والحديثة تماثلت أيضا مع شارلوتنبورغ –فيلمسدورف.
ولقد أصبحت المدينة أيضا مركز رياضي في عام 1936 وذلك مع إنشاء إستاد برلين للألعاب الأولمبية في الغرب. إن مقاطعتي شارلوتنبورغ وفيلمسدورف المناطق التي عاش فيها اليهود بكثافة قد دخلت فترة التدهور مع قدوم النازيين إلي الحكم. وقد شهدت المدينة حصار كبير أثناء الحرب العالمية الثانية. وفي عام 1961 ومع إنشاء حائط برلين أصبحت شارلوتبورغ وفيلمسدورف مركز برلين الغربي.

## الاقتصاد
يوجد إمكانية للعمل في قطاع الخدمات في شارلوتنبورغ –فيلمسدورف مع عدم وجود مكانة للخدمات الصناعية. يوجد مكاتب بالمدينة لبعض المؤسسات الألمانية الهامة. بعد تكون برلين العاصمة من جديد تم فتح مكاتب خدمة للشركات الصناعية الكبرى في شارلوتنبورغ فيلمسدورف ولهذا السبب يُرى أنها مركز مهم للمدينة ووسائل المواصلات. ومن خلال هذه المكاتب نستطيع أن نحصي الشركات مثل اودي ودانكن دونتس ومرسيدس بينز واوبل وبورشة وفولكس فاجن للسيارات. يوجد في شارلوتنبورغ-نورد أيضا المركز الرئيسي للطيران ببرلين الذي يعمل به 1200عامل ، وعلاوة علي ذلك فإن المركز الرئيسي للخطوط الجوية الألمانية يقع في شارلوتنبورغ –نورد.

## السكان
كان عدد سكان شارلوتنبورغ - فيلمسدورف في عام 2010 (320,322) بما في ذلك الإناث بنسبة 168,850 والذكور 151,472 .
يمثل سكان المدينة حوالى 9,3% من سكان برلين. وعلاوة علي ذلك يقطن المدينة حوالي 60,392 نسمة ذو اصول غريبة ويحملون جواز سفر ألماني. وعدد المواطنين الأجانب 58,216 , ومنهم 22,249 مواطنين لدول الاتحاد الأوروبي الآخر. أما بالنسبة للنظر إلي الأصل العرقي فيأتي علي رأسهم الأتراك بعدد 6,838 فرد. ويتبع البولنديين الأتراك بعدد سكان 5,665. كما أن معدل الأجانب الكائنين في المدينة 18,3 %. ومعدل الطلاب الأجانب اللذين يتعلمون في المدينة 19,2% ، ومعظم هؤلاء ذو أصول تركية. اما كثافة السكان فتكون 4901 فرد/كم2.

### التوزيع العمري
كان عدد سكان شارلوتنبورغ- فيلمسدورف في تعداد السكان الكائنين في 30 نوفمبر 2010 320,322. تتراوح أعمار معظم المقيمين في المدينة ما بين 20 –45
| توزيع الأعمار    | الأفراد |
| ---------------- | ------- |
| تحت ست سنوات     | 13,489  |
| ما بين 6-15      | 19,512  |
| ما بين 15 -20    | 11,409  |
| ما بين عمر 20-45 | 107,644 |
| ما بين 45-60     | 98,096  |
| فوق عمر 65       | 69,93   |

### السنوات الماضية
تقهقر سكان المدينة في الأعوام 2002- 2004 ولكن ظهرت الزيادة بعد عام 2005 .
| السنة | الأفراد |
| ----- | ------- |
| 2009  | 320,087 |
| 2008  | 318,208 |
| 2007  | 316,887 |
| 2006  | 315,557 |
| 2005  | 315,080 |
| 2004  | 314,712 |
| 2003  | 315.262 |
| 2002  | 315,95  |

## الجغرافيا
مساحة سطح المدينة 6,472 هكتار (عشرة الآلاف متر مربع) .
جيرانها مناطق سبانداو، رينكندورف، ميته، تمبلهوف-شونبرج، وستاجليتز زيليندورف. قبل 20 الف سنة كانت تحاط أطراف برلين والمدينة بأنهار جليدية عملاقة، وقبل 18 ألف عام ومع ذوبان هؤلاء تكونت المنطقة التي توجد بها المدينة حتي يومنا هذا. ويمر من المدينة (نهر سبري) أهم نهر ببرلين.
ويعرف الجزء الباقي للنهر داخل شارلوتنبورغ –فيلمسدورف ب (انتري سبري). وعلاوة علي ذلك فإنه يوجد بالمدينة ربوة صغيرة تعرف باسم (تيوفلسبرج) . إن (تيوفلسبرج) التي يبلغ ارتفاعها 115متر تكونت بسبب النفايات أو العوادم المتبقية من الحرب العالمية الثانية. يوجد 22 بحيرة مجموعة داخل حدود المدينة. وكما أن بحيرة غرونيفالد التي توجد في حي غرونيفالد تكون أكبر من هذه البحيرات حيث تبلغ (17,5هكتار). إن شارلوتنبورغ – فيلمسدورف مغطاة بالمياه بنسبة 280 هكتار. وتم شراء جزء بمساحة 1,622 هكتار لحماية هذه المنطقة. تتكون المدينة أيضا من ساحة ملتفة بالأشجار حوالي 136,4 هكتار.

### الأحياء
يوجد سبعة أحياء تتشكل منهم شارلوتنبورغ –فيلمسدورف. وطبقاً للقرار المعلن في 20 سبتمبر 2004 من قبل مجلس المدينة فإن هذه الأحياء هم: شارلوتنبورغ، شارلوتنبورغ –نورد، غرونيفالد، هالينسي، سشمارجيندورف، فيستيند، وفيلمسدورف.
| المنطقة                | النسبة المئوية (كم2) | السكان (30أغسطس 200) | الكثافة (فرد / كم2) |
| ---------------------- | -------------------- | -------------------- | ------------------- |
| 0401 شارلوتنبورغ       | 10,6                 | 118,704              | 11,198              |
| 0402 فيلمسدورف         | 7,16                 | 92,815               | 12,963              |
| 0403 سشمارجيندورف      | 3.59                 | 19,750               | 5,501               |
| 0404 غرونيفالد         | 22,3                 | 10,014               | 448                 |
| 0405 ويستيند           | 13,5                 | 37,883               | 2,800               |
| 0406 شارلوتنبورغ -نورد | 6,2                  | 17,327               | 2,795               |
| 0407 هالينسي           | 1,27                 | 13,966               | 10,997              |

## التعليم
يوجد في المدينة 74 مدرسة.
يتلقى العلم في هذه المدارس حوالى 29,446 طالب و5,261 أجنبي. ونلاحظ أنه يتعلم 12,993 طالب في 38 مدرسة ابتدائي الموجودين في المدينة. وعلاوة علي ذلك فإنه يوجد بالمدينة 3 مدارس داخلية، و6 مدارس حقيقية، و 14 مدرسة ثانوية. أما عدد الطلاب اللذين يتلقون العلم في المدارس الثانوية فهم 9,617 طالبا. ويوجد بالمدينة جامعتان هم جامعة برلين للهندسة، وجامعة برلين للفن. جامعة برلين للهندسة تعد الجامعة السادسة والأربعون الأفضل على مستوى العالم في الهندسة والتكنولوجيا طبقا للتصنيف العالمي للجامعات (QS). ويوجد داخل حدودالمدينة 11 مكتبة.

## الشعار(رمز المدينة)
يتكون شعار مدينة شارلوتنبورغ- فيلمسدورف نتيجة اندماج خصائص المدينتين القديمتين شارلوتنبورغ وفيلمسدورف. ينقسم الشعار من الوسطإالى قسمين، يوجد في الأعلى فيلمسدورف القديمة، وفى الأسفل مقتبسات من شعار شارلوتنبورغ القديمة. يوجد في الأسفل قلعة زرقاء ذات باب مفتوح. في اليسار برج ذا نسر يرمز إلى مملكة بروسيا. كان النسر رمز مملكة بروسيا، أشار إلى مملكة بروسيا أيضا علم ابيض في أسود موجود في أعلي القلعة.اما البرج الذي في اليمين فيرمز إلي سلالة هانوفر بعلم أبيض في أحمر وحصان محنجل.في الجزء العلوي للشعار يوجد ثلاث زهرات من الزنبق ذات لون فضي في أزرق يرمزون إلي قصر شارلوتنبورغ. اما القسم العلوي للشعار فهو مقتطف من شعار مدينة فيلمسدورف.ترمز زهرات الزنبق إلي مؤسسي فيلمسدورف.تم إعلان العلم الحالي علماً رسمياً للمدينة من قبل مجلس شيوخ برلين في 4 سبتمبر 2001. يوجد في كل شعارات مدن برلين عناصر زخرفة القلعة التي في اعلي الشعار.

## السياسة
تم عمل انتخابات في برلين في خمس سنوات.تعين في هذه الانتخابات أيضا مجلس النواب لكل المدينة بالإضافة إلى رئيس المدينة. في مجلس نواب شارلوتنبورغ –فيلمسدورف يوجد 55نائب لجمعية البلدة المنصوص عليها.يمكن أن يؤسس فئة حزبية موجودة بإنابة 3 . إن مهمة مجلس النواب هي أن يعطي القرار في الموضوعات المتعلقة بالمدينة ويختار مسؤولي المدينة. يكونوا هم (almanca bezirkverornete) رئيس المدينة ورؤساء هذه الأقسام:(المالية والثقافة؛ أعمال البناء؛ خدمة المواطن؛ المهن والعمال؛ الشباب، العائلة، المدرسة والرياضة؛ الاجتماعية، البيئة وحركة المرور؛ والاقتصاد، وتنمية الحق والمعرفة). علاوة علي ذلك فإن مجلس نواب المدينة يتحكمون مع رؤساء هذا القسم، ويمكن أن يعطوا أيضا لهم مهمات جديدة. يحتل الرؤساء منزلة الموظف الناجح بأغلبية الأصوات من قبل برلمان المدينة.يمكن أن تستمر الرئاسة حتي الانتخابات القادمة اما الوظائف فتستمر مدي العمر.

### انتخابات برلمان المدينة الأخير
حصل حزب (اتحاد هيريستيان الديمقراطي)علي أغلبية الاصوات من انتخابات مجلس مدينة شارلوتنبورغ – فيلمسدورف التي أجريت في 18 سبتمبر 2011. تم استخدام أصوات (145,217)ناخب بنسبة 60% من إجمالي 241,908 ناخب ، وتم تعداد 143,002 صوت صحيح من هؤلاء.وقد حصل حزب (C D U) علي 30,1 % من هذه الأصوات الصحيحة. وقدإاحتل حزب الديمقراطيين الاجتماعي المركزالثاني بنسبة اصوات 28,8 %.وقد اكتسب حزب تحالف الأخضر حق الدخول إلي انتخابات المدينة كأكبر ثالث قوة بنسبة أصوات 23,9 % وقد ودٌع الحزب الديمقراطي الحر الانتخابات بنسبة أصوات 2,7 % فقط، وتم رصد ضياع -6,8% صوت قياساً بالانتخابات الماضية في المدينة من أجل هذا الحزب. وبشكل مدهش فقد صعد حزب قراصنة ألمانيا بأربعة نواب الي مجلس المدينة بنسبة 7,1% صوت علي الرغم من انضمامه لانتخابات برلين والمدينة للمرة الأولي. اما حزب اليسار الألماني فقد اكتسب حق الإنابة في المجلس بمقعدين بنسبة 3,4% من الاصوات. تم تقليص حدود السن في هذه الانتخابات الي 16 بدلا من 18 مثلما حدث في انتخابات 2006. نتيجة لعدم ترشح رئيس المدينة القديم (مونيكا ثايمان)في هذه الانتخابات فقد أصبح (راينهارد ناومان) من حزب (S P D) رئيس المدينة الجديد. وقد تمكن (راينهارد ناومان) من الوصول الي مقعد رئاسة المدينة نتيجة لدعم من حزب (تحالف الأخضر) .

### توزيع المقاعد في مجلس المدينة في ذلك الوقت
حزب قراصنة ألمانيا 	4
اليسار 	2
F D P 	صفر
| الحزب                               | عدد المقاعد |
| ----------------------------------- | ----------- |
| الاتحاد الديمقراطي المسيحي          | 18          |
| الحزب الديمقراطي الاجتماعي الألماني | 17          |
| حزب الخضر الألماني                  | 14          |
| حزب القراصنة الألماني               | 4           |
| الحزب اليساري الألماني              | 2           |
| الحزب الديمقراطي الحر               | 0           |

## المواصلات
تتوفر المواصلات في شارلوتنبورغ -فيلمسدورف بسهولة كما هو الحال في كل مكان ببرلين. إن خطوط الأتوبيس والمترو المختلفة توفر المواصلات من المدينة إلي كل مكان ببرلين. وعلاوة علي ذلك فإن محطة حديقة حيوانات برلين توفر المواصلات بالقطار إلي داخل وخارج ألمانيا.إن خطوط المترو المهمة هي (U1 ،U2،U7،U9و U15) وعلاوة علي ذلك فإنه يمر من داخل شارلوتنبورغ -فيلمسدورف أيضا خطوط السكة الحديدية (S-Bahn)الموجودة في برلين. يوجد موقف (15 S-Bahn) وموقف 26 مترو (U-Bahn). يوجد في المدينة 124 كوبري من اجل العديد من القنوات التي صنعت وجريان نهر سبري من شارلوتنبورغ -فيلمسدورف. طول الطرق يكون 427.8. في عام 1956 تم إنشاء طريق A100 للسيارات حول برلين. المدخل إلي A100 من كارفورشتيندام، هوهنزولرن دام، شارع ديتمولد، جنوب شارلوتنبورغ -قيصردام وجاكوب قيصربلاتز. وعلاوة علي ذلك فان القادم الي المطار يمر من شارلوتنبورغ -فيلمسدورف عبر طرق A 111 و AVUS A 115 للسيارات.

## المدن الشقيقة
يوجد للبلدة 8 مدن شقيقة داخل ألمانيا و13 مدينة عالمية.

## المدن الشقيقة العالمية
ابلدورن (هولندا)قامت العلاقات الاولي مع مقاطعة فيلمسدورف القديمة في 5 يناير 1968 .بودابست الحي الخامس (المجر) قامت العلاقات مع مقاطعة شارلوتنبورغ القديمة في 9 يونيو 1998. (فرنسا) تأسست العلاقات مع فيلمسدورف القديمة في عام 1992. (الدنمارك) قامت العلاقات مع مدينة فيلمسدورف القديمة في 5 يناير 1968. (إسرائيل) وقد قامت معهاالعلاقات في 16يناير 1985. (أوكرانيا) وقامت علاقتها مع فيلمسدورف القديمة في 21 فبراير 1991.(المملكة المتحدة) قامت علاقتها مع شارلوتنبورغ القديمة في 19 مارس 1968. (النمسا) قامت العلاقات مع شارلوتنبورغ القديمة في 9يونيو 1968. (بولونيا) قامت علاقتها مع فيلمسدورف القديمة في 11يونيو 1998. قامت العلاقات مع يهود إسرائيل في 1966. (كرواتيا) قامت معها العلاقات هي وشارلوتنبورغ في 5 مايو 1970. (المملكة المتحدة) قامت العلاقات بين شارلوتنبورغ والمملكة المتحدة في 18 أبريل 1968. (إيطاليا) قامت العلاقات مع إيطاليا وشارلوتنبورغ في 11 مايو 1966.

## المدن الشقيقة داخل ألمانيا
قامت العلاقات مع(باد ابورج) وشارلوتنبورغ في 10نوفمبر 1980. وقامت العلاقات مع فيلمسدورف القديمة ورينغاو-تانوس-كريس في 20يونيو 1991 -قامت بين مقاطعة فورتشهيم وفيلمسدورف القديمة علاقات في 23 أغسطس 1927.
-وقامت بين مقاطعة كولومبتش وفيلمسدورف القديمة علاقات في 23 أغسطس 1991
-قامت العلاقات بين مقاطعة ماربورغ -بيدنكوف في 18 أبريل 1991.
-قامت العلاقات بين شارلوتنبورغ ومقاطعة فالديك -فرانينبرغ في 26نوفمبر1988.
-قامت علاقات مع مانهايم وشارلوتنبورغ القديمة في28 مايو 1962.-وبين ميندان وفيلمسدورف القديمة في 5 يناير1968.

## السياحة
وكما هو معروف فان مركز برلين الغربي يوفر اندفاع سياحي كبير من أجل شارلوتنبورغ -فيلمسدورف. تعد هذه المدينة مكاناً مناسباً للراغبين في رؤية برلين الحيوية مقدمة مظهر أكثر حداثة بالقياس بمركز برلين.

### قصر شارلوتنبورغ
يوجد قصر شارلوتنبورغ في حي شارلوتنبورغ بشارلوتنبورغ- فيلمسدورف يعد القصر اليوم أكبر قصر ببرلين وأكثر مكان سياحي.يوجد بالقصر حديقة جميلة منظمة وبحيرة صغيرة.أعطي القصر اسم الملكة صوفيا شارلوت فون هانوفر.عندما توفيت الملكة في عمر الشباب، أعطي الملك فريدريش الأول اسم شارلوتنبورغ الي القصر والأراضي. شهد القصر حصار كبير أثناء الحرب العالمية الثانية وتم تشيده من جديد في السنوات التالية. أما اليوم فان القصر أصبح متحف.

### الأوبرا الألمانية
تكون هي دار الأوبرا الوحيدة الموجودة في شارلوتنبورغ -فيلمسدورف ببرلين.توجد الأوبرا في حي شارلوتنبورغ وشارع بسمارك، وتعدأكبر وأروع أوبرا ببرلين بساحة لجلوس 1865شخص.تعد الأوبرا الثانية في الفخامة داخل ألمانيا كما تعدأحدث الأوبرات في أوروبا.تأسست الأوبرا للمرة الأولي عام 1912، وقد شهدت حصار كبير أثناء الحرب العالمية الثانية وتم انشائها من جديد وافتتاحها في عام 1961 .تقدم الأوبرا اليوم مشهد جديد للمدينة.

### برج الإذاعة ببرلين
هو محطة إذاعة وتليفزيون تاسست مابين عامي 1924 و1926. المهندس المعماري للمبني هو هاينريش سترومر.يحتل برج الإذاعة اليوم مكانة مابين الأبنية المحمية في ألمانيا. يحتل برج الإذاعة ببرلين اليوم مكانة داخل الساحة المركزية لمعرض برلين العالمي ويمكن أن يصنف علي انه رمز شارلوتنبورغ - فيلمسدورف. ويعرف هذا البناء أيضا باسم «لانجر لولتش». ويمكن أن نشاهد منظر المدينة من البرج الذي يبلغ ارتفاعه 146.78 متر. وعلاوة علي ذلك فانه أيضا يوجد داخلة مطعم.

### كنيسة الملك ويليم التذكارية
تكون هي الكنيسة البروتستانية الموجودة في حي شارلوتنبورغ برلين. الكنيسة اليوم تكون في حالة الحضور لتصبح شعار شارلوتنبورغ -فيلمسدورف.تم فتح الكنيسة التذكارية للشعب بمراسم احتفالية كبيرة في عام 1895. هذه الكنيسة التي أنشئت علي النمط الروماني تم تأسيسها كنصب تذكاري باسم ويليم الأول إمبراطور ألمانيا. الكنيسة التي شهدت حصار كبير أثناء قصف في عام 1943 أصبحت مع هذا الحال رمز برلين الغربية. بعد ذلك تم تأسيس كنيسة جديدة الي جانب هذا المبني. تم القيام باول قداس في كنيسة الملك ويليم التذكارية الجديدة في 17 ديسمبر عام 1961. في هذه الأيام تكون الكنيستان بنفس الاسم.

### كادام
كادام أو بالاسم الآخر كارفورشتيندام، هو طريق يبلغ طولة 3.5 كيلو متر.يمكن أن يّري الشارع علي أنه مركز شارلوتنبورغ -فيلمسدورف برلين المسمي بغرب المدينة اليوم. في منطقة الشارع وبشكل خاص فان إمكانات التسوق والإقامة تكون مناسبة بشكل كبير، وعلاوة علي ذلك فان الشارع قريب جدا لحديقة حيوان برلين، الكنيسة التذكارية، مسرح الغرب والمركز الأوروبي. وعلاوة علي ذلك فان الشارع يكون مركز يجتمع داخله الأتراك الكائنين ببرلين.في بطولة كرة القدم الأوروبية عام 2008 تم تهنئة 25000 بفوز فريق كرة القدم القومي التركي مجتمعين في الشارع التركي.

### سنتروم المؤتمر الدولي ببرلين
سنتروم المؤتمر الدولي هو مركز المعارض ببرلين.يحتل مكانة بين مراكز المعارض الأكثر نجاحا بالعالم من حيث الكبر والحداثة.يبلغ طول البناء 320 متر وعرضه 80 متر وارتفاعه 40 متر. دخل سنتروم المؤتمر الدولي للخدمة في عام 1979 وامتد الي السنة الرابعة بإنشاء برلين.يحتل سنتروم المؤتمر الدولي ببرلين اليوم مكانة بين الأبنية بعد أهم حرب بألمانيا. ينجذب معظم السياح لمعرض (الربيع الأخضر) .

### استاد برلين للألعاب الأولمبية
استاد برلين للألعاب الألمبية هو أكبر استاد ببرلين. يوجد في حي غرب شارلوتنبورغ -فيلمسدورف.بدأ إنشاء استادالأولمبياد في عام 1934 وانتهي في عام1939 . اقيمت الألعاب الأولمبية الصيفية عام 1936 في برلين بسبب البناء. وقد تم إقامة المباراة النهائية لكأس العالم لكرة القدم 2006 في استاد أولمبياد برلين.

### متحف برجروان
يكون هو المتحف الموجود في حي شارلوتنبورغ -فيلمسدورف والذي يجلب مجموعة اللوحات الحديثة المهمة للعالم. تباع اللوحات لبرلين بسعر منخفض عن قيمتها بواسطة (هاينز برجروان) .يوجد تحت سقف متحف برجروان لوحات الرسامين المشهورين مثل بيكاسو، ألبرتو جياكوميتي، جورج براك، باول كلي وهنري ماتيس).يزور المتحف العديد من محبي الفن من داخل وخارج برلين.

### المركز الأوروبي ببرلين
يكون مجمع مركز العمل والتسوق الموجود في حي شارلوتنبورغ بشارلوتنبورغ -فيلمسدورف.ويعلو المجمع أيضا ناطحة سحاب صغيرة يوجد بها شعار مرسيدس. تم الحاق الحماية بالأبنية الموجودة الي جانب الكنيسة التذكارية في برلين وحي كارفور شتيندام.ينظر الي المجمع علي انه رمز برلين الغربية وهذا المجمع يجذب معظم السياح بمحلات التسوق والمقاهي. ان الساعة المائية وحمام السباحة الموجدين بالداخل تكون محط اهتمام معظم الاشخاص.